# Ernő Márkus
Ernő Márkus (ur. 15 kwietnia 1890 w Budapeszcie) – węgierski zapaśnik walczący w stylu klasycznym. Olimpijczyk ze Sztokholmu 1912, gdzie zajął 23. miejsce w wadze lekkiej.
Zajął szóste miejsce na mistrzostwach świata w 1920. Brązowy medalista mistrzostw Europy w 1914; czwarty w 1912 i 1913; piąty w 1911 roku.

## Letnie Igrzyska Olimpijskie 1912
| Konkurencja | Eliminacje           | Eliminacje              | Eliminacje               | Klas. końcowa |
| Konkurencja | Przeciwnik I         | Przeciwnik II           | Przeciwnik III           | Miejsce       |
| ----------- | -------------------- | ----------------------- | ------------------------ | ------------- |
| 67,5 kg     | Arthur Gould (GBR) Z | Frederik Hansen (DEN) P | Gustaf Malmström (SWE) P | 23.           |